# Markovîci, Lokaci
Markovîci (în ucraineană Марковичі) este localitatea de reședință a comunei Markovîci din raionul Lokaci, regiunea Volînia, Ucraina.

## Demografie
Componența lingvistică a localității Markovîci
     Ucraineană (98,87%)
     Rusă (1,13%)
Conform recensământului din 2001, majoritatea populației localității Markovîci era vorbitoare de ucraineană (98,87%), existând în minoritate și vorbitori de rusă (1,13%).